# Рамповый законодательный орган
Рамповый законодательный орган (англ. rump legislature) — это законодательный орган, состоящий из числа законодателей (как правило, из меньшей их части), первоначально избранных или назначенных на должность.

## Англия
Английское слово rump обычно относится к заднему концу животного (круп или огузок); его использование вместо слова англ. remnant, означающего «остаток», впервые было записано в контексте Rump Parliament (см. Охвостье) 17-го века в Англии. С 1649 года термин «rump parliament» используется для обозначения любого парламента, оставшегося после официального расформирования легитимного парламента.

## США
В США в 19-м столетии, после отделения Вирджинии от Союза 27 апреля 1861 года, законодатели-антисецессионисты созвали рамповый законодательный орган и сформировали про-союзное реформированное правительство штата, которое утверждало, что представляет всю Вирджинию. Это реформированное правительство санкционировало создание штата Канова, позднее переименованного в Западную Вирджинию.

## Ирландия
Ирландские республиканские легитимисты считали однопалатный парламент второго созыва (Второй Дойл), избранный в 1921 году, последним законным ирландским законодательным собранием, утверждая, что он никогда формально не уступал свои полномочия Третьему Дойлу, избранному в июне 1922 года. Рамповый Второй Дойл проводил символические собрания несколько раз с октября 1922 года. Члены Дойла умирали или переходили на сторону двухпалатного Ойряхтаса (парламента) Ирландского Свободного Государства (1922—1937), пока в 1938 году оставшиеся семь депутатов не уступили свои формальные полномочия Военному совету ИРА.

## Китай
Законодательный Юань Китайской Республики (Тайваня), напротив, в период с 1951 по 1991 год, после перевода из Нанкина в Тайбэй, когда Китайская Республика потеряла свою материковую часть в конце 1949 года (когда была провозглашена КНР), включал членов, первоначально избранных от материковых округов, которые не могли быть заменены. Дореформенный Законодательный Юань всё же широко расценивался как законодательный орган, контролирующий лишь часть территории, которую он претендовал быть представляющим.

## СССР
В СССР функции постоянно действующего рампового законодательного органа между сессиями ЦИК выполняли, по советским конституциям, Президиум ЦИК СССР и президиумы ЦИК союзных и автономных республик, издавая законодательные акты с последующим утверждением их на сессии ЦИК. С 1936 года такую же функцию переняли президиумы Верховных Советов Союза ССР, ССР и АССР.

## Россия
Комитет членов Всероссийского Учредительного собрания (сокращённо Комуч или КОМУЧ) состоящий из членов разогнанного большевиками Учредительного собрания в 1918 году выполнял функции рампового законодательного органа на подконтрольной территории.
В 1993 году во время конституционного кризиса в Российской Федерации президент Б. Н. Ельцин издал указ № 1400 «О поэтапной конституционной реформе в Российской Федерации», который прерывал осуществление законодательной, распорядительной и контрольной функций Съездом народных депутатов Российской Федерации и Верховным Советом Российской Федерации. До начала работы нового двухпалатного парламента России — Федерального Собрания Российской Федерации — и принятия им на себя соответствующих полномочий, предписывалось руководствоваться указами Президента и постановлениями Правительства Российской Федерации. Таким образом, президент Ельцин и правительство осуществляли функции рампового законодательного органа вплоть до первой сессии нового законодательного органа — Федерального Собрания Российской Федерации.

## Казахстан
В Казахстане в декабре 1993 на сессии Верховного Совета было принято решение о его самороспуске и передаче всех полномочий до новых выборов президенту. В этот период, до первой сессии новоизбранного Верховного Совета созыва, президент Казахстана осуществлял, фактически, функции рампового законодательного органа, издавая «указы, имеющие силу закона».
11 марта 1995 года Верховный Совет был распущен на основании постановления Конституционного Суда из-за «казуса Квятковской», и с этого момента президент вновь приобрёл функции рампового законодательного органа до первой сессии Парламента, избранного по новой Конституции.
Вплоть до 2017 года у президента наличествовали полномочия издавать «указы, имеющие силу закона» в случае отсутствия Парламента. Сейчас же, в соответствии с Конституцией, Сенат Парламента в период временного отсутствия Мажилиса (вызванного досрочным прекращением его полномочий) принимает на себя его функции, становясь, по сути, рамповым законодательным органом.